# Koba (cesto)

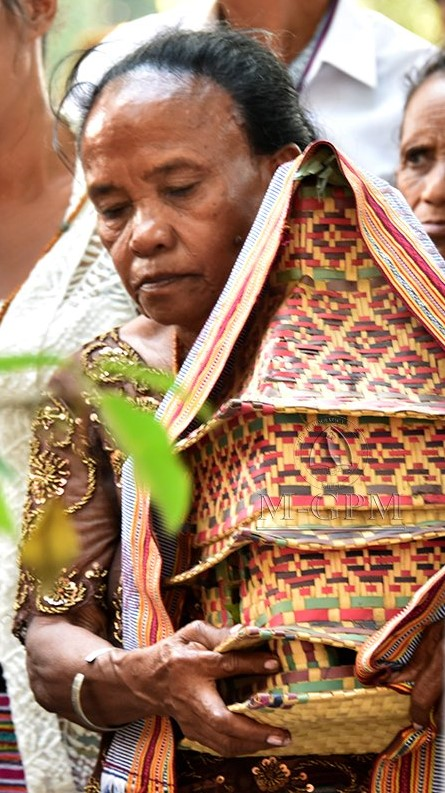
Uma koba em forma de casa sagrada para um ritual tradicional

A koba é um cesto de palha trançada com tampa originário de Timor-Leste. Listras coloridas diferentes criam padrões coloridos durante a tecelagem deste tipo de cestaria. É utilizado em cerimónias tradicionais dos povos indígenas da ilha de Timor. Normalmente são entregues com algumas peças dentro, como nozes de betel ou moedas, como sinal de prosperidade e bons presságios para uma cerimônia de casamento.
“Koba” é o nome do cesto em tétum, o nome pode variar nas diferentes regiões de Timor-Leste, assim como a aparência. No município de Cova Lima assume por vezes a forma de Uma Lulik, as casas sagradas da região. O nome da comunidade timorense de Cova Lima deriva de “Koba”. A região consistia originalmente em uma aliança de cinco impérios chamada Koba Lima. Através de uma deformação em português, “Koba” tornou-se “Cova”, que na verdade significa “poço”.
O Baha Liurai (rei da montanha) é uma cerimónia animista de culto aos ancestrais na área predominantemente Naueti Suco Babulo de Timor Leste, onde o koba desempenha um papel importante. É realizada a cada sete a quinze anos na “montanha sagrada” de mesmo nome, ou quando os mais velhos considerarem necessário. Diz-se que aqui estão enterrados os Ina ama, pai e mãe dos ancestrais. Durante a cerimônia, uma oferenda é feita aos antepassados em seu túmulo e cestas de koba são levadas para lá. As pessoas falam com eles, agradecem aos seus antepassados por protegerem os habitantes da “terra santa” e pedem que a sua protecção e liberdade de movimento sejam mantidas, como se fossem divindades tutelares.
No âmbito do sincretismo religioso, também é possível em algumas celebrações locais da Igreja Católica em Timor-Leste ver kobas, como no ofertório da missa, ou na celebração do Dia de Finados, conhecido como Loron Matebian.

